# Aigrefeuille (Górna Garonna)
Aigrefeuille – miejscowość i gmina we Francji, w regionie Oksytania, w departamencie Górna Garonna.
Według danych na rok 1990 gminę zamieszkiwało 245 osób, a gęstość zaludnienia wynosiła 53 osób/km² (wśród 3020 gmin regionu Midi-Pireneje Aigrefeuille plasuje się na 818. miejscu pod względem liczby ludności, natomiast pod względem powierzchni na miejscu 1519.).